# Friedhof (Löbejün)

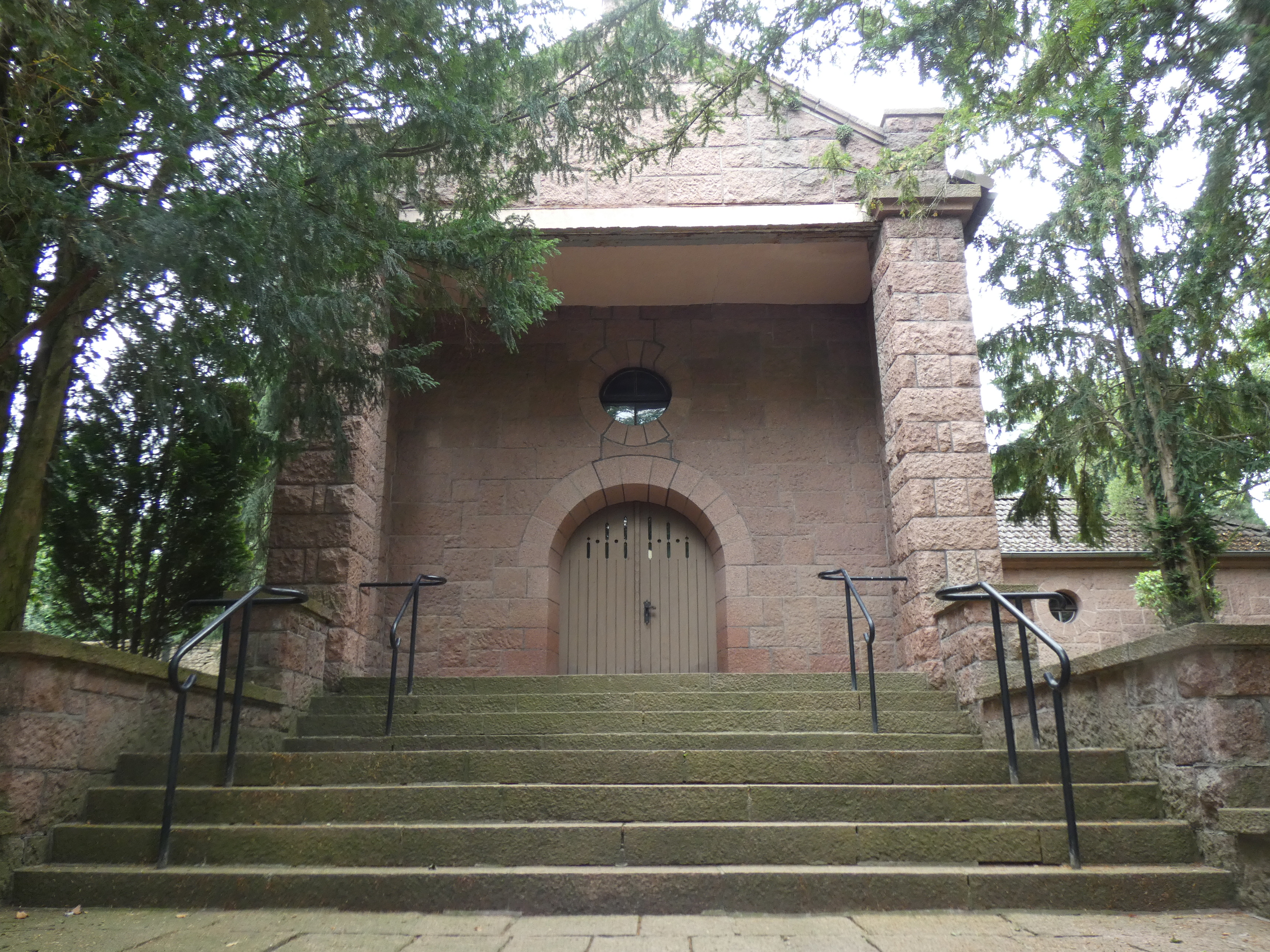
Friedhofskapelle Löbejün

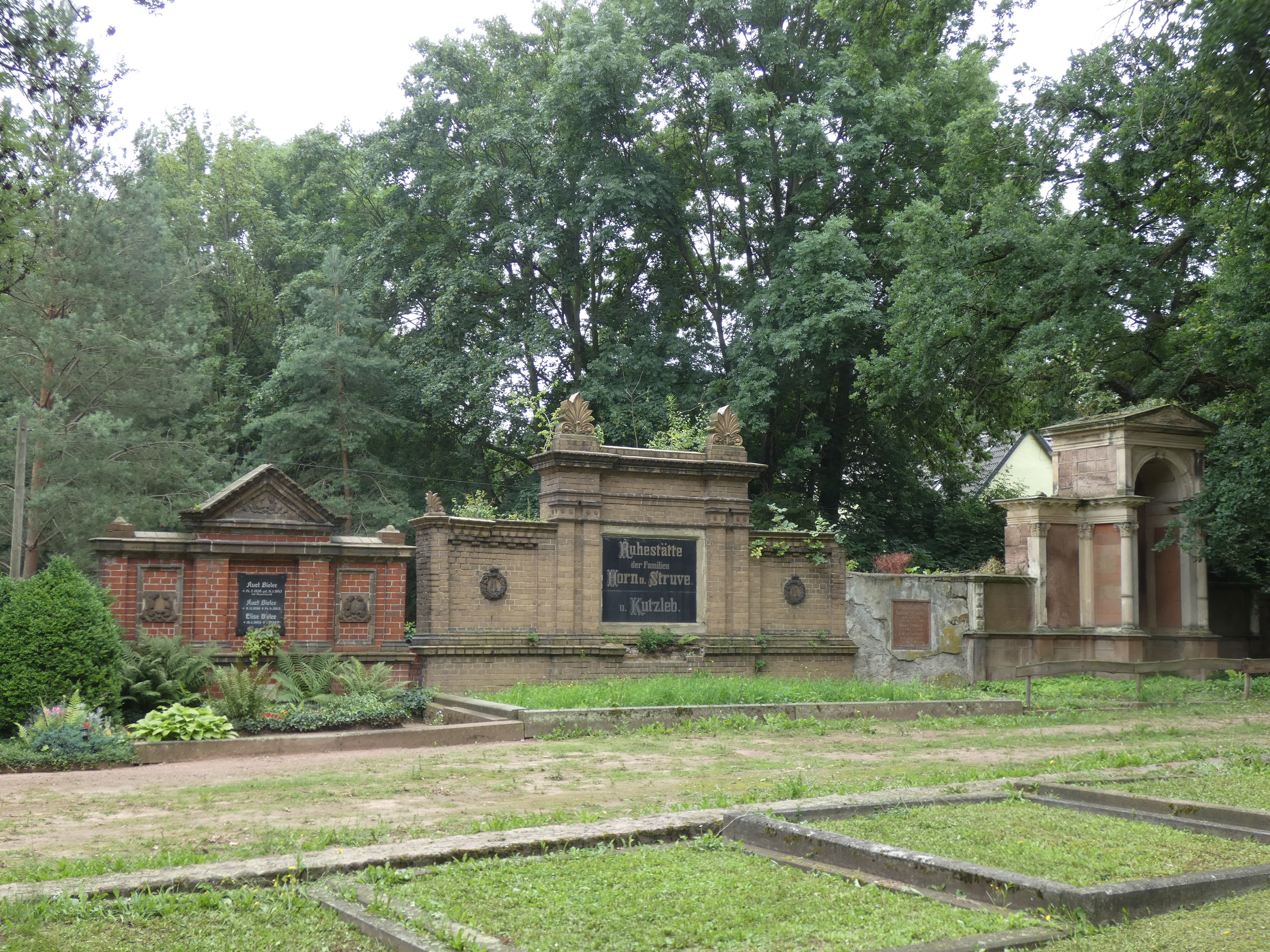
Historische Grabmale

Der Friedhof in Löbejün ist ein denkmalgeschützter Friedhof im Ort Löbejün der Gemeinde Wettin-Löbejün in Sachsen-Anhalt. Im örtlichen Denkmalverzeichnis ist der Friedhof unter der Erfassungsnummer 094 55221 als Denkmalbereich verzeichnet.

## Friedhof
Der Friedhof von Löbejün, auch Historischer Parkfriedhof Löbejün, erstreckt sich östlich der Straße Auf der Schanze. Er wurde in den Jahren 1546 bis 1553 außerhalb der Stadt, vor dem Plötzer Tor, angelegt. Die Friedhofskapelle errichtete man in der zweiten Hälfte des 19. Jahrhunderts in historisierenden Formen aus Quadermauerwerk. Die gesamte Anlage ist von einer Porphyr-Bruchsteinmauer umgeben. Daran grenzen zwischen den beiden Eingängen unmittelbar zwei Wohnhäuser und das Spritzenhaus von 1886 an; diese Bauten zählen mit zum ausgewiesenen Denkmalbereich.

## Denkmäler

### Kriegerdenkmal für die Gefallenen des Zweiten Weltkriegs
Zum Gedenken an die gefallenen Soldaten des Zweiten Weltkriegs wurde im südlichen Teil des Friedhofes ein Kriegerdenkmal errichtet. Das Kriegerdenkmal hat die Form eines Grabsteines und enthält neben einem Eisernem Kreuz die Inschrift Den Gefallenen und Opfern 1939-1945. Das Kriegerdenkmal für die Gefallenen des Ersten Weltkriegs befindet sich in einem Waldstück an der Bahnhofsstraße.

### Denkmal Opfer des Faschismus
Im nördlichen Teil des Friedhofes befindet sich das Denkmal für die Opfer des Faschismus. Das Denkmal wurde 1947 errichtet und in den 1970er Jahren durch die heutige Stele ersetzt. Die Inschrift ist stark verblasst, aber als Relief erkennbar und lautet DEN TOTEN ZUM GEDENKEN DEN LEBENDEN ZUR MAHNUNG.